# Vida Goldstein
Vida Jane Mary Goldstein, (pron. /ˈvaɪdəˈɡoʊldstaɪn/) (Portland, 13 aprile 1869 – Melbourne (South Yarra), 15 agosto 1949), è stata un'attivista, suffragetta, riformista e redattrice di riviste australiana, una delle prime quattro donne australiane a candidarsi al parlamento.

## Biografia
La Goldstein nacque a Portland, Victoria. Quando aveva circa otto anni, nel 1877, la sua famiglia si trasferì a Melbourne, dove frequentò il Presbyterian Ladies' College. Seguì la madre nel movimento del suffragio femminile e presto divenne una dei suoi leader, diventando nota sia per la sua oratoria in pubblico, che come redattrice di pubblicazioni a favore del suffragio. Nonostante i suoi sforzi Victoria fu l'ultimo stato australiano ad applicare la parità di diritti di voto, con le donne che non ottennero il diritto di voto fino al 1908.
Nel 1903 concorse senza successo per il Senato come independente, vincendo il 16,8% dei voti. Fu una delle prime quattro donne a candidarsi per il parlamento federale, insieme a Selina Anderson, Nellie Martel e Mary Moore-Bentley. Si candidò per altre quattro volte e, nonostante non avesse mai vinto le elezioni, si riprese il suo deposito in una sola occasione. Si trovava su piattaforme di sinistra e alcune delle sue opinioni più radicali alienavano sia il pubblico in generale che alcuni dei suoi associati nel movimento delle donne.
Dopo che fu ottenuto il suffragio femminile, rimase prominente come sostenitrice dei diritti delle donne e di varie altre riforme sociali. Era un'ardente pacifista durante la prima guerra mondiale e contribuì a fondare l'Esercito per la Pace delle Donne, un'organizzazione contro la guerra. Mantenne un profilo più basso in età avanzata, dedicando la maggior parte del suo tempo al movimento della Scienza Cristiana. La sua morte passò in gran parte inosservata e fu solo alla fine del XX secolo che i suoi contributi furono portati all'attenzione del grande pubblico.

## Primi anni
Era la figlia maggiore di Jacob Goldstein e Isabella (nata Hawkins). Suo padre era un immigrato irlandese e ufficiale nella Victorian Garrison Artillery. Jacob, nato a Cork, in Irlanda, il 10 marzo 1839, di origine polacca, ebraica e irlandese, arrivò a Victoria nel 1858 e si stabilì inizialmente a Portland. Fu nominato tenente della Victorian Garrison Artillery nel 1867 e raggiunse il grado di colonnello. Il 3 giugno 1868 sposò Isabella (1849-1916), figlia maggiore dello squatter scozzese Samuel Proudfoot Hawkins. Sua madre era una suffragetta, un'astemia e lavorava per la riforma sociale. Entrambi i genitori erano cristiani devoti con una forte coscienza sociale. Ebbero altri quattro figli dopo Vida: tre figlie (Lina, Elsie e Aileen) e un figlio (Selwyn).
Dopo aver vissuto a Portland e Warrnambool, i Goldstein si trasferirono a Melbourne nel 1877. Qui Jacob fu fortemente coinvolto in cause caritatevoli e di assistenza sociale, lavorando a stretto contatto con la Melbourne Charity Organization Society, il Women’s Hospital Committee, il Cheltenham Men’s Home e la colonia di lavoro di Leongatha. Anche se era un antisuffragista Jacob Goldstein credeva fortemente nell'educazione e nell'autosufficienza. Assunse una governante privata per educare le sue quattro figlie e Vida fu inviata al Presbyterian Ladies' College nel 1884, immatricolandosi nel 1886. Quando il reddito familiare fu colpito dalla depressione a Melbourne durante gli anni 1890, Vida e le sue sorelle, Aileen ed Elsie, gestirono una scuola preparatoria mista a St Kilda. Inaugurata nel 1892 la scuola 'Ingleton' sarebbe rimasta fuori dalla casa di famiglia su Alma Road per i successivi sei anni.

## Suffragio femminile e coinvolgimento in politica

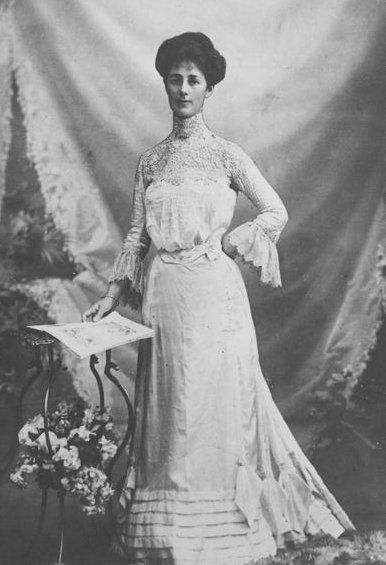
La Goldstein intorno ai 35 anni (c. 1905)

Nel 1891, Isabella Goldstein reclutò la 22enne Vida per contribuire alla raccolta di firme per una petizione per il suffragio femminile. La storica Clare Wright afferma che "la madre di Vida guidò anche la figlia maggiore nell'opera che alla fine avrebbe consumato la sua vita: la lotta per i diritti delle donne". Resterà alla periferia del movimento delle donne per tutti gli anni Novanta dell'Ottocento, ma il suo interesse principale durante questo periodo riguarderà la scuola e le cause sociali urbane, in particolare la National Anti-Sweating League e la Società di criminologia. Questo lavoro le ha fornito un'esperienza diretta degli svantaggi sociali ed economici delle donne, al punto che sarebbe arrivata a credere fossero un prodotto della loro disuguaglianza politica.
Tramite questo lavoro divenne amica di Annette Bear-Crawford, con la quale fece una campagna congiunta per questioni sociali tra cui l'affiliazione femminile e l'organizzazione di un appello per il Queen Victoria Hospital per le donne. Dopo la morte della Bear-Crawford nel 1899, la Goldstein assunse un ruolo organizzativo e di pressione molto maggiore per il suffragio e divenne segretario dello United Council for Woman Suffrage. Diventò una popolare oratrice pubblica sulle questioni femminili, parlando davanti a sale gremite in tutta l'Australia e infine in Europa e negli Stati Uniti. Nel 1902 si recò negli Stati Uniti, parlando alla Conferenza internazionale del suffragio femminile (dove fu eletta segretaria), diede testimonianza a favore del suffragio femminile davanti a una commissione del Congresso degli Stati Uniti e partecipò alla International Council of Women Conference. Nel 1903, come indipendente e con il sostegno della neonata Women’s Federal Political Association, fu candidata al Senato australiano, diventando una delle prime donne dell'Impero britannico a candidarsi alle elezioni per un parlamento nazionale (Le donne australiane avevano ottenuto il diritto di voto alle elezioni federali nel 1902). Ricevette 51.497 voti (quasi il 5% dei voti totali) ma non riuscì ad ottenere un seggio al Senato. La perdita la spinse a concentrarsi sull'educazione femminile e sull'organizzazione politica, cosa che fece attraverso la Women's Political Association (WPA) e la sua rivista mensile Australian Women’s Sphere, che descrisse come "l'organo di comunicazione tra i, un tempo pochi, ma ora molti, ancora dispersi, sostenitori della causa". Si candidò nuovamente al parlamento nel 1910, 1913 e 1914; la sua quinta e ultima offerta fu nel 1917 per un seggio al Senato sul principio della pace internazionale, posizione che perse i suoi voti. Ha sempre fatto campagna su piattaforme ferocemente indipendenti e fortemente di sinistra, il che le ha reso difficile attrarre un alto sostegno al ballottaggio. La sua segretaria elettorale nel 1913 fu Doris Blackburn, poi eletta alla Camera dei rappresentanti australiani.

## Altre attività
Tra il 1890 e il 1920 sostenne attivamente i diritti e l'emancipazione delle donne in una varietà di forum, tra cui il National Council of Women, l'Victorian Women's Public Servants' Association e il Women Writers' Club. Ha fatto pressioni sul parlamento su questioni come la parità dei diritti di proprietà, il controllo delle nascite, le leggi sulla naturalizzazione, la creazione di un sistema di tribunali per i minori e l'innalzamento dell'età del consenso al matrimonio. I suoi scritti in vari periodici e documenti dell'epoca furono importanti nella vita sociale dell'Australia durante i primi venti anni del XX secolo.
Nel 1909, dopo aver chiuso Sphere nel 1905 per dedicarsi più pienamente alla campagna per il suffragio femminile a Victoria, fondò un secondo giornale: Woman Voter. Divenne un portavoce di sostegno per le sue successive campagne politiche. Delle suffragette australiane in questo periodo, lei fu una delle poche a guadagnarsi una reputazione internazionale. Nel Regno Unito Muriel Matters, nata ad Adelaide, è stata in prima linea in campagne pubbliche pacifiche a sostegno del suffragio femminile e ha guadagnato l'attenzione globale per il suo ruolo in The Grille Incident, che portò allo smantellamento della griglia che copriva la Ladies' Gallery della Camera. dei Comuni. All'inizio del 1911 Goldstein visitò l'Inghilterra per volere della Women's Social and Political Union. I suoi discorsi in tutto il paese hanno attirato grandi folle e il suo tour è stato pubblicizzato come 'la cosa più grande accaduta nel movimento delle donne da qualche tempo in Inghilterra'. Ha incluso visite alle campagne natalizie nel Lake District per Alice Davies, organizzatrice del WPSU di Liverpool, insieme alla collega attivista e scrittrice Beatrice Harraden.

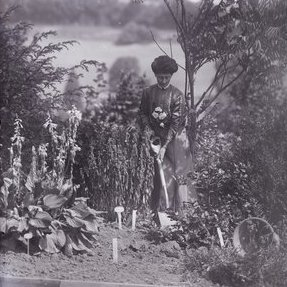
Vida Goldstein ad Eagle House nel 1910

Eagle House vicino a Bath nel Somerset era diventato un importante rifugio per le suffragette britanniche che erano state rilasciate dalla prigione. I genitori di Mary Blathwayt erano i padroni di casa e piantarono alberi lì tra l'aprile 1909 e il luglio 1911 per commemorare i successi delle suffragette tra cui la madre di Adela Pankhurst, Emmeline Pankhurst e la sorella, Christabel Pankhurst, nonché Annie Kenney, Charlotte Despard, Millicent Fawcett e Lady Lytton. Gli alberi erano conosciuti come "Arboreatum di Annie" in onore di Annie Kenney. C'era anche uno "Stagno Pankhurst" all'interno del parco.
La Goldstein fu invitata a Eagle House mentre era in Inghilterra. Ha piantato un albero di agrifoglio e una targa sarebbe stata fatta e la sua fotografia è stata registrata dal colonnello Linley Blathwayt.
Il suo viaggio in Inghilterra si concluse con la fondazione dell’Australia and New Zealand Women Voters Association, un’organizzazione impegnata a garantire che il Parlamento britannico non indebolisse le leggi sul suffragio nelle colonie antieuropeiste. La Goldstein ha invitato la suffragetta Louie Cullen a parlare delle sue esperienze nel movimento londinese.
È stata citata l'affermazione dell'epoca secondo cui la donna rappresenta "il mercurio nel termometro della corsa. Il suo status dimostra fino a che punto essa sia nata dalla barbarie". La storica femminista australiana Patricia Grimshaw ha osservato che la Goldstein, come altre donne bianche del suo tempo, considerava la "barbarie" una caratteristica della società e della cultura aborigena australiana; pertanto non si credeva che le donne indigene in Australia potessero beneficiare della cittadinanza o del voto.
Durante la prima guerra mondiale la Goldstein fu un ardente pacifista, divenne presidente dell'Alleanza per la Pace e formò il Women's Peace Army nel 1915. Ha reclutato Adela Pankhurst, recentemente arrivata dall'Inghilterra come organizzatrice. Nel 1919 accettò l'invito di rappresentare le donne australiane alla Women’s Peace Conference di Zurigo. Nei successivi tre anni di assenza all'estero il suo coinvolgimento pubblico con il femminismo australiano si concluse gradualmente, con la dissoluzione della Women's Political Association e la cessazione della stampa delle sue pubblicazioni. Ha continuato a fare campagna per diverse cause pubbliche e ha continuato a credere con fervore nel contributo unico e immeritato delle donne nella società. I suoi scritti nei decenni successivi divennero decisamente più in sintonia con la politica socialista e operaia.

## Età avanzata
Negli ultimi decenni della sua vita, si rivolse più intensamente alla fede e alla spiritualità come soluzione ai problemi del mondo. Divenne sempre più coinvolta nel movimento della Scienza Cristiana, di cui aiutò a fondare la chiesa di Melbourne. Per i successivi due decenni, lavorò come lettrice, praticante e guaritrice della chiesa. Nonostante molti pretendenti, non si sposò mai e visse nei suoi ultimi anni con le sue due sorelle, Aileen (anche lei mai sposata) ed Elsie (la vedova di Henry Hyde Champion).
Vida Goldstein morì di cancro nella sua casa a South Yarra, Victoria, il 15 agosto 1949, all'età di 80 anni. Fu cremata e le sue ceneri disperse.

## Dopo la morte
Anche se la sua morte passò in gran parte inosservata all'epoca, la Goldstein sarebbe poi stata riconosciuta come una pioniera delle suffragette e una figura importante nella storia sociale australiana e una fonte di ispirazione per molte generazioni femminili successive. La seconda ondata femminista portò a un risveglio dell'interesse per il suo personaggio e alla pubblicazione di nuove biografie e articoli di riviste.
Nel 1978, una strada nel sobborgo di Canberra di Chisholm fu chiamata Goldstein Crescent, onorando il suo lavoro come riformatrice sociale.
Nel 1984 la Divisione di Goldstein, un elettorato federale a Melbourne prese il suo nome. I seggi in suo onore sono stati installati nei Parliament House Gardens di Melbourne e a Portland, Victoria.
La lobby elettorale femminile di Victoria le ha dedicato un premio. Nel 2008, centenario del suffragio femminile a Victoria, è stato ricordato il contributo della Goldstein.

## Nella cultura popolare
Vida Goldstein è una delle sei australiane le cui esperienze di guerra sono presentate in The War That Changed Us, una serie di documentari televisivi in quattro parti sul coinvolgimento dell'Australia nella prima guerra mondiale.
Appare come un personaggio principale nel romanzo di Wendy James, Out of the Silence, che esaminò il caso di Maggie Heffernan, una giovane donna vittoriana che fu condannata per aver annegato il figlio neonato a Melbourne, nel 1900.

## Annotazioni
1. ↑  Ogni elettore ha espresso quattro voti (uno per ogni posto vacante), con i quattro candidati più popolari eletti. La cifra data è la proporzione degli elettori che hanno votato per Goldstein.[4]